# Claude Cahun
Claude Cahun, pseudónimo de Lucy Renée Mathilde Schwob (Nantes, 25 de octubre de 1894 - Saint Hélier, isla de Jersey, 8 de diciembre de 1954), fue una fotógrafa y escritora francesa.

## Biografía
Criada en el seno de una familia judía de la alta burguesía, sus anglófilos padres le enviaron a estudiar a Oxford. En 1905 estudió en un colegio para señoritas de Nantes, donde fue ampliamente denostada y acosada en el centro escolar por ser judía. Un día, Lucy fue atada a un árbol para ser lapidada, pero lo impidieron las vigilantas. Fue entonces cuando la mandaron a estudiar a Inglaterra. Al año siguiente regresó al colegio de Nantes y comenzó su relación con Suzanne Malherbe, que poco después se convirtió en su hermanastra. Vivieron juntas mientras Suzanne estudiaba Bellas Artes y Lucy, ya bajo el ambivalente pseudónimo de Claude Cahun, publicaba en Mercure de France. En 1918, ambas se instalaron en París para que Lucy emprendiera estudios de Filosofía y Letras en La Sorbona, viviendo en Montparnasse. Sobrina del escritor Marcel Schwob, Lucy Schwob adoptó el nombre de Claude Cahun en honor de su tío-abuelo Léon Cahun y con el fin de aprovechar la ambigüedad de género del nombre "Claude".
En 1932, en París, conoció a André Breton, pontífice del surrealismo, vanguardia artística en la que se involucró totalmente. Participó en la Primera Exposición Surrealista, en mayo de 1936, primero en París y luego en Londres. Cahun destacó también por su activismo político, faceta que desarrolló junto con sus amigos del movimiento surrealista. Fundó Contre-Attaque. Union de Lutte des Intellectuels Révolutionnaires, junto con Georges Bataille y André Breton, artistas con los que firmó diversos manifiestos antifascistas. Entre sus amistades se encontraban Man Ray, André Breton, Henri Michaux, Pierre Morhange y Robert Desnos. En el París de los "felices 20", frecuentó el círculo lésbico formado por Adrienne Monnier, Sylvia Beach, Natalie Clifford Barney y Chana Orloff.
En 1929, la revista Bifur publicó una de sus fotografías. En esta misma época se unió al grupo del teatro le Plateau, animada por Pierre Albert-Birot. El año siguiente publicó su ensayo autobiográfico Aveux non avenus (traducción aproximada: Confesiones mal avenidas), ilustrado con fotomontajes.
En la Asociación de Escritores y Artistas Revolucionarios, de orientación comunista, a la que se adhirió en 1932, además de Breton, estableció relaciones con André Breton y René Crevel, lo cual lo llevó a asociarse al grupo surrealista. En 1934, publicó Les Paris sont ouverts (Los París están abiertos, que también significa Las apuestas están abiertas).
En 1936, expuso en París durante la Exposición surrealista de objetos (22 al 29 de mayo) y en Londres en la Exposición Internacional Surrealista en las galerías Burlington.
En 1937, Lise Deharme publicó el poema Le cœur de Pic (El corazón de picas), ilustrado con veinte fotografías de Claude Cahun.
Durante la Segunda Guerra Mundial se instaló con Marcel Moore en la isla de Jersey (Gran Bretaña), en donde había comprado una casa unos años antes. Fueron detenidas por la Gestapo, en 1944 por participar en acciones de la resistencia francesa contra la ocupación alemana, al repartir volantes antinazis en eventos militares y dejar mensajes subversivos en los bolsillos de las chaquetas de los soldados alemanes. Tras su detención, Cahun fue sentenciada a muerte. Logró salvarse de la ejecución gracias a la liberación de la Isla por parte de los aliados el ocho de mayo de 1945. Fue entonces cuando se autorretrató como una judía piadosa con el galón nazi en la boca. Murió de cansancio diez años después.

## Obra
Muy intimista, poética y con muchos rasgos autobiográficos, la obra de Claude Cahun, en especial la fotográfica, es de difícil clasificación. Su obra fotográfica es conocida principalmente por sus autorretratos performativos de los años 20. En estos, Cahun exploró constantemente los límites del género por medio del uso de trajes y vestidos de diversa índole.
Su pertenencia al movimiento surrealista se ve superada por una inspiración muy baudeleriana y por la búsqueda de un mito personal. No pretende provocar ni dar espectáculo. Se trata de una búsqueda de sí misma, en un juego permanente de espejos y de metamorfosis, entre la fascinación y la repulsión, en una obra compuesta en gran parte de autorretratos.
De su gusto por el teatro extrae una auténtica pasión por la puesta en escena, tanto de sí misma como de otros objetos. Sus instalaciones son precursoras de fotógrafos contemporáneos como Alain Flescher o de artistas plásticos como Christian Boltanski.
Su autobiografía a través de la imagen concede un papel importante a la identidad sexual: Cahun deseaba ser parte de un tercer género indefinido, en la frontera entre la homosexualidad, la bisexualidad y la androginia. Cuando no se fotografía a sí mismo, vuelve sus objetivos hacia sus compañeros masculinos o femeninos para hacerles retratos cargados de ternura: Suzanne Malherbe, Sylvia Beach, Henri Michaux, Robert Desnos, entre otros.
Claude Cahun creó una obra discreta y sensible, poco conocida en sus tiempos (solo sería verdaderamente reconocida a partir de 1992). Sus poemas visuales constituyen un trabajo muy original, único en su género, que tuvo una difusión muy restringida.

## Redescubrimiento de la artista
Si Claude Cahun pasó casi inadvertida en su época, sin duda a causa de su independencia y libertad, pero también por su carácter multidisciplinar (era a la vez escritora, actriz teatral, artista plástica y fotógrafa), esas mismas particularidades la han convertido en una figura reivindicada por un conjunto de personalidades que incluye artistas, diseñadores de moda en busca de inspiración, defensores de la emancipación femenina, partidarios de la indefinición de géneros, etcétera.
Desde 1992, varios museos de todo el mundo (como el Museo Nacional de Arte Moderno de París, el Instituto de Arte Contemporáneo y la Tate Modern de Londres o la Grey Art Gallery de Nueva York) han consagrado exposiciones a su obra.
La permanencia de Claude Cahun en un segundo plano del mundo de la creación artística (lo que no le impidió participar activamente en las luchas por la liberación de las costumbres, el progreso social o contra el nazismo) fue en gran medida voluntaria. Su recorrido artístico era sobre todo su precioso jardín secreto, que reivindicaba como su aventura invisible. En todo caso, gran parte de su obra se ha perdido, sobre todo a causa de su detención por la Gestapo en 1944. 

## Homenajes
En 2018, una calle de París fue nombrada Paseo Claude Cahun-Marcel Moore. Está cerca de la rue Notre-Dame-des-Champs, donde vivió la pareja. 

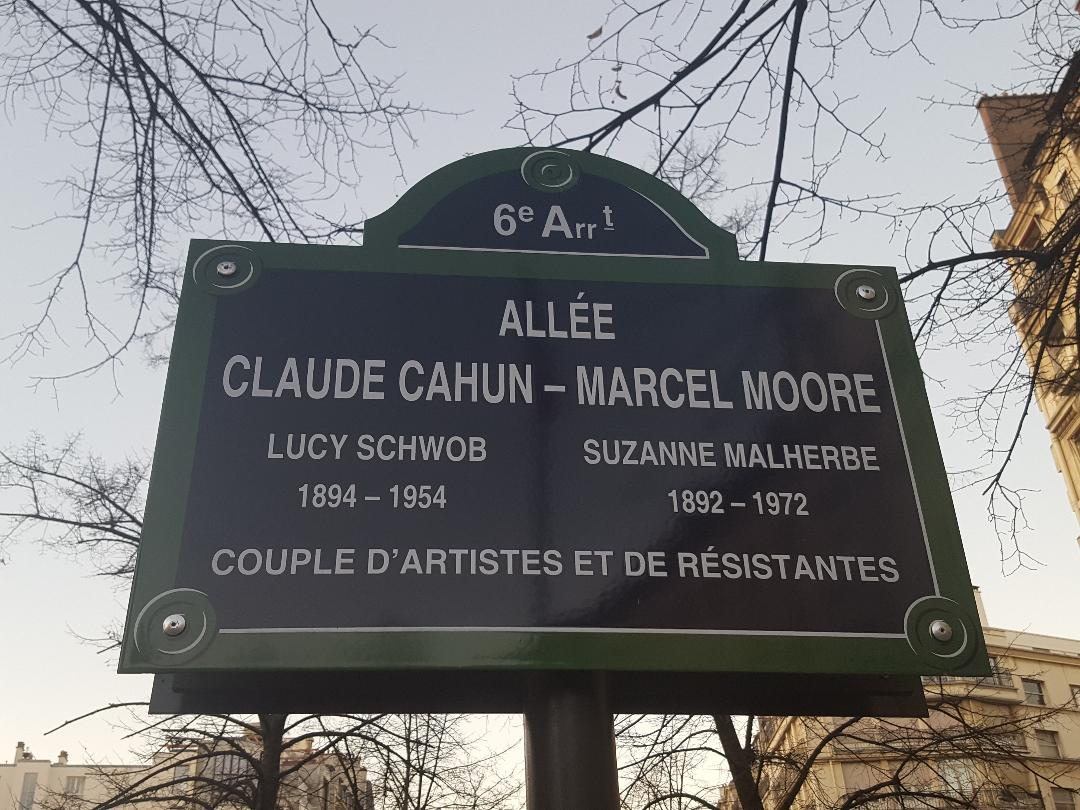
Placa del Paseo Claude Cahun-Marcel Moore

En 2021, Google le rindió homenaje en un Doodle de Google en celebración al 127 aniversario de su nacimiento.